# The Phantom (film, 1916)
Pour plus de détails, voir Fiche technique et Distribution.
The Phantom est un film américain réalisé par Charles Giblyn, sorti en 1916.

## Fiche technique
- Titre : The Phantom
- Réalisation : Charles Giblyn
- Scénario : J. G. Hawks (en)
- Photographie : Dal Clawson
- Production : Thomas H. Ince
- Pays d'origine : États-Unis
- Format : Noir et blanc - 1,33:1 - Film muet
- Genre : policier
- Durée : 50 minutes
- Date de sortie : 1916

## Distribution
- Frank Keenan : Phantom Farrell
- Enid Markey : Avice Bereton
- Robert McKim : Crabbe
- P. Dempsey Tabler (en) : James Blaisdell
- Charles K. French : Dr. Ratcliffe
- J. Barney Sherry : James Bereton
- John Gilbert : Bertie Bereton